# Oberdorf, Sveti Urban
Oberdorf je naselje v Občini Sveti Urban v Okraju Trg na Koroškem v Avstriji.